# Championnats d'Europe de cross-country 2022
Navigation
Dublin 2021 Bruxelles 2023
Les 28e Championnats d'Europe de cross-country (en anglais: 28th SPAR European Cross Country Championships) se déroulent le 11 décembre 2022 à Turin, en Italie.

## Compétition
Les Championnats d'Europe de cross-country comprennent sept épreuves au total. Elle se déroule dans le Parc naturel de La Mandria à Turin. Les distances varient en fonction de la catégorie (Seniors, Espoirs, Juniors) et du sexe (Hommes, Femmes).

## Résultats
| Épreuve                    | Or | Or          | Argent | Argent      | Bronze                                                                                                   | Bronze      |
| -------------------------- | --- | ----------- | --- | ----------- | --- | ----------- |
| Seniors hommes             | Jakob Ingebrigtsen (NOR)                                                                                    | 29 min 33 s | Emile Cairess (GBR)                                                                                         | 29 min 42 s | Isaac Kimeli (BEL)                                                                                       | 29 min 45 s |
| Seniors femmes             | Karoline Bjerkeli Grøvdal (NOR)                                                                             | 26 min 25 s | Konstanze Klosterhalfen (GER)                                                                               | 26 min 29 s | Alina Reh (GER)                                                                                          | 27 min 19 s |
| Espoirs hommes             | Charles Hicks (GBR)                                                                                         | 23 min 40 s | Zakariya Mahamed (GBR)                                                                                      | 23 min 48 s | Valentin Bresc (FRA)                                                                                     | 23 min 58 s |
| Espoirs femmes             | Nadia Battocletti (ITA)                                                                                     | 19 min 55 s | Megan Keith (GBR)                                                                                           | 20 min 08 s | Alexandra Millard (GBR)                                                                                  | 20 min 27 s |
| Juniors hommes             | Will Barnicoat (GBR)                                                                                        | 17 min 40 s | Nicholas Griggs (IRL)                                                                                       | 17 min 41 s | Dean Casey (IRL)                                                                                         | 17 min 46 s |
| Juniors femmes             | María Forero (ESP)                                                                                          | 13:04       | Ingeborg Østgård (NOR)                                                                                      | 13:07       | Ilona Mononen (FIN)                                                                                      | 13:08       |
| Seniors par équipes hommes | France Bastien Augusto Yann Schrub Morhad Amdouni Valentin Gondouin Youssef Mekdafou Donovan Christien      | 24 pts      | Italie Yemaneberhan Crippa Yohanes Chiappinelli Osama Zoghlami Nekagenet Crippa Pasquale Selvarolo          | 25 pts      | Espagne Mohamed Katir Abdessamad Oukhelfen Carlos Mayo Roberto Alaiz Nassim Hassaous Sergio Paniagua     | 36 pts      |
| Seniors par équipes femmes | Allemagne Konstanze Klosterhalfen Alina Reh Hanna Klein Miriam Dattke Caterina Granz                        | 9 pts       | Grande-Bretagne Jessica Warner-Judd Abbie Donnelly Poppy Tank Jessica Gibbon Cari Hughes Amy-Eloise Markovc | 30 pts      | Irlande Eilish Flanagan Roisin Flanagan Mary Mulhare Ann-Marie Mcglynn Aoibhe Richardson Michelle Finn   | 50 pts      |
| Espoirs par équipes hommes | Grande-Bretagne Charles Hicks Zakariya Mahamed Matthew Stonier Rory Leonard Joseph Wigfield Tomer Tarragano | 11 pts      | France Valentin Bresc Etienne Daguinos Antoine Senard Luc Le Baron Pierre Bordeau Téo Rubens Banini         | 14 pts      | Irlande Efrem Gidey Keelan Kilrehill Shay Mcevoy Darragh Mcelhinney Jamie Battle Thomas Mcstay           | 29 pts      |
| Espoirs par équipes femmes | Grande-Bretagne Megan Keith Alexandra Millard Grace Carson Eloise Walker Alice Goodall Yasmin Marghini      | 10 pts      | Italie Nadia Battocletti Aurora Bado Giovanna Selva Anna Arnaudo Sara Nestola Ludovica Cavalli              | 31 pts      | France Manon Trapp Floriane Quesada Flavie Renouard Eugénie Lorain Anaëlle Guillonnet Léatitia Croissant | 38 pts      |
| Juniors par équipes hommes | Grande-Bretagne Will Barnicoat Sam Mills Luke Birdseye Edward Bird Johnny Livingstone Jacob Deacon          | 10 pts      | Irlande Nicholas Griggs Dean Casey Sean Mc Ginley Callum Morgan Jonas Stafford Mark Hanrahan                | 17 pts      | Espagne Jaime Migallon Mario Monreal David Cantero Aleix Vives Eric Lore                                 | 30 pts      |
| Juniors par équipes hommes | Espagne María Forero Iraia Mendia Antía Castro María Viciosa Marta Serrano Ines Docampo                     | 21 pts      | Turquie Ayça Fidanoglu Edibe Yagiz Pelinsu Şahin Sila Ata                                                   | 25 pts      | Allemagne Kira Weis Lisa Merkel Sofia Benfares Carolina Schafer Johanna Pulte                            | 33 pts      |
| Relais mixte               | Italie Pietro Arese Federica Del Buono Yassin Bouih Gaia Sabbatini                                          | 17 min 23 s | Espagne Jesús Gómez Solange Andreia Pereira Adrián Ben Rosalía Tarraga                                      | 17 min 24 s | France Romain Mornet Charlotte Mouchet Azeddine Habz Anaïs Bourgoin                                      | 17 min 31 s |

### Hommes
| Rang | Athlète              | Pays        | Temps       |
| ---- | -------------------- | ----------- | ----------- |
|      | Jakob Ingebrigtsen   | Norvège     | 29 min 23 s |
|      | Emile Cairess        | Royaume-Uni | 29 min 42 s |
|      | Isaac Kimeli         | Belgique    | 29 min 45 s |
| 4    | Yemaneberhan Crippa  | Italie      | 29 min 47 s |
| 5    | Filimon Abraham      | Allemagne   | 29 min 49 s |
| 6    | Bastien Augusto      | France      | 29 min 52 s |
| 7    | Yann Schrub          | France      | 29 min 52 s |
| 8    | Yohanes Chiappinelli | Italie      | 30 min 03 s |
| 9    | Mohamed Katir        | Espagne     | 30 min 06 s |
| 10   | Abdessamad Oukhelfen | Espagne     | 30 min 08 s |

#### Femmes
| Rang | Athlète                   | Pays        | Temps       |
| ---- | ------------------------- | ----------- | ----------- |
|      | Karoline Bjerkeli Grøvdal | Norvège     | 26 min 25 s |
|      | Konstanze Klosterhalfen   | Allemagne   | 26 min 29 s |
|      | Alina Reh                 | Allemagne   | 27 min 19 s |
| 4    | Hanna Klein               | Allemagne   | 27 min 19 s |
| 5    | Selamawit Teferi          | Israël      | 27 min 20 s |
| 6    | Miriam Dattke             | Allemagne   | 27 min 22 s |
| 7    | Samrawit Mengsteab        | Suède       | 27 min 27 s |
| 8    | Jessica Warner-Judd       | Royaume-Uni | 27 min 27 s |
| 9    | Abbie Donnelly            | Royaume-Uni | 27 min 28 s |
| 10   | Veerle Bakker             | Pays-Bas    | 27 min 34 s |

## Tableau des médailles
- Pays organisateur (Italie)

| Rang  | Nation      | Or | Argent | Bronze | Total |
| ----- | ----------- | -- | ------ | ------ | ----- |
| 1     | Royaume-Uni | 5  | 4      | 1      | 10    |
| 2     | Italie      | 2  | 2      | 0      | 4     |
| 3     | Espagne     | 2  | 1      | 2      | 5     |
| 4     | Norvège     | 2  | 1      | 0      | 3     |
| 5     | France      | 1  | 1      | 3      | 5     |
| 6     | Allemagne   | 1  | 1      | 2      | 4     |
| 7     | Irlande     | 0  | 2      | 3      | 5     |
| 8     | Turquie     | 0  | 1      | 0      | 1     |
| 9     | Belgique    | 0  | 0      | 1      | 1     |
| 9     | Finlande    | 0  | 0      | 1      | 1     |
| TOTAL | TOTAL       | 13 | 13     | 13     | 39    |